# 佩恩特胡德鎮區 (堪薩斯州艾克縣)
佩恩特胡德鎮區（英語：Painterhood Township）為美國堪薩斯州艾克縣轄下的鎮區。2010年美国人口普查中此鎮區人口有59人。

## 地理
佩恩特胡德鎮區涵蓋總面積為154.7平方（59.73平方英里），其中陸地面積為153.5平方（59.26平方英里），水域面積為1.2平方（0.47平方英里）或0.79%。海拔高度307（1,007英尺）。

## 人口統計
根據2010年美國人口普查，佩恩特胡德鎮區人口有59人，其中男性有30人，女性有29人，人口密度為每平方公里0.38人，住房計40戶。鎮區內的白人有55人，非裔美國人有0人，美洲原住民有0人，亞裔美國人有0人，太平洋島裔美國人有0人，其他種族有1人，混血種族則有3人。此外鎮區內有0人為西班牙裔或拉丁裔美國人。此鎮區之年齡中位數為50.5歲，而男性年齡中位數為49.5歲，女性年齡中位數為51.2歲。